# جون مارك
جون مارك (بالإنجليزية: Jon Mark)‏ هو عازف قيثارة ومغن مؤلف بريطاني، ولد في 8 مايو 1944 في فالموث (كورنوال) في المملكة المتحدة.

## وصلات خارجية
- جون مارك على موقع IMDb (الإنجليزية)
- جون مارك على موقع ميوزك برينز (الإنجليزية)
- جون مارك على موقع ديسكوغز (الإنجليزية)
- جون مارك على موقع ديسكوغز (الإنجليزية)